# أنفيتا

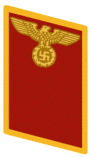
شارة أنفيتا لأعضاء الحزب

Anwärter [ˈanˌvɛʁtɐ] رتبة ألمانية تترجم على أنه «مرشح» أو «مقدم طلب». خلال الرايخ الثالث، تم استخدامها كرتبة شبه عسكرية من قبل كل من الحزب النازي وشوتزشتافل. داخل الحزب النازي، كان Anwärter هو شخص تم قبوله في منصب حكومي وتم إصدار الرتبة بدرجتين: واحدة لأعضاء الحزب والأخرى لغير الأعضاء. كانت أدنى رتبة للحزب النازي في نظام معقد واسع من صفوف الحزب النازي السياسية التي أدت إلى مثل هذه الرتب مثلغاولايتر والرايخ سليتر.  

كان أول استخدام مسجل لـ Anwärter كرتبة شوتزشتافل هو 1932 ؛  ومع ذلك، تم استخدام الرتبة عام 1925. [بحاجة لمصدر]

داخل ألجيماينه إس إس، كان الانتقال من Anwärter إلى مان عملية واسعة النطاق، وعادة ما أستغرقت أكثر من عام واحد. خلال تلك السنة، سيتم حفر تحضير شوتزشتافلالمحتمل وتلقينه؛ كما سيتم إجراء فحوصات عنصرية وسياسية وخلفية. في نهاية هذا الوقت، عادة في حفل متقن، سيتم ترقية Anwärter إلى رتبة إس إس-مان. [بحاجة لمصدر]

## شارة

لتكنيش نوثيلف
شرطة النظام (ألمانيا النازية)
الحزب النازي

## قائمة المراجع
- McNab، Chris (2009). The SS: 1923–1945. Amber Books Ltd. ISBN:978-1-906626-49-5.